# Saint-Aubin-de-Courteraie
Saint-Aubin-de-Courteraie é uma comuna francesa na região administrativa da Normandia, no departamento Orne. Estende-se por uma área de 9,77 km². Em 2010 a comuna tinha 134 habitantes (densidade: 13,7 hab./km²).